# Albert Brackmann
Albert Brackmann (ur. 1871 w Hanowerze, zm. 17 marca 1952 w dzielnicy Berlina Dahlem) – niemiecki historyk związany z nacjonalistycznym nurtem Ostforschung specjalizujący się w historii Europy Wschodniej.

## Życiorys
Ukończył studia historyczne na uniwersytetach w Tybindze, Lipsku i Getyndze. W 1913 roku uczył historii na uniwersytecie w Królewcu. W 1922 podjął nauczanie na uniwersytecie Humboldta w Berlinie. Początkowo był specjalistą w badaniach stosunków między Cesarstwem rzymskim a papieżem, jednak po I wojnie światowej zainteresował się historią Niemiec na wschodzie. Miał poglądy prawicowe i przed II wojną światową należał do Niemieckiej Partii Ludowej, a później Niemieckiej Narodowej Partii Ludowej. W latach 1928–1935 był edytorem w czasopiśmie historycznym Historische Zeitschrift.
Po przejęciu władzy w Niemczech przez narodowych socjalistów stanął na czele organizacji przygotowującej materiały propagandowe dla szkół, ministerstwa spraw wewnętrznych oraz pseudonaukowych organizacji jak Bund Deutscher Osten czy Ahnenerbe. W tym czasie Osforschung stał się dzięki częścią polityki zagranicznej rządu III Rzeszy. Brackmann stanął na czele powołanej 19 grudnia 1933 roku tajnej organizacji Nordostdeutsche Forschungemeinschaft (pol. Północno-Wschodnia Wspólnota Badawcza), której zadaniem była koordynacja oraz finansowanie publikacji, instytucji oraz naukowców skupionych w Ostforschung. Organizacja ta kontrolowała oraz ustalała programy badawcze dla instytutów naukowych we Wrocławiu, Gdańsku i Królewcu. Nordostdeutsche Forschungemeinschaft finansowała również towarzystwa naukowe w Polsce i Czechosłowacji oraz wydawane przez nie wydawnictwa poświęcone tym krajom. W Polsce były to serie wydawnicze: "Ostdeutsche Heimatbucher", "Deutsche Gaue im Osten", "Ostdeutsche Heimathefte".
Jego książka "Deutschland und Polen" wydana w 1933 roku spotkała się z ostrą krytyką polskich historyków. Stanisław Zakrzewski napisał o niej, że „Tego rodzaju książka jest (...) atakiem na przeszłość Polski”
Po zakończeniu wojny aż do śmierci poświęcił się aktywnie w rekonstrukcję nurtu Ostforschung w Zachodnich Niemczech, zajmując wiele eksponowanych stanowisk akademickich.

## Publikacje
- 1926: Die Ostpolitik Ottos des Großen in: Historische Zeitschrift.
- 1931: Die Anfänge der Slawenmission und die Renovatio imperii des Jahres 800 in: Sitzungsberichte der Berliner Akademie der Wissenschaften.
- 1932: Der ‚römische Erneuerungsgedanke‘ und seine Bedeutung für die Reichspolitik der Kaiserzeit.
- 1933: Die politische Entwicklung Osteuropas vom 10.–15. Jahrhundert in: Albert Brackmann (Hg.),
- 1933: Deutschland und Polen. Beiträge zu ihren geschichtlichen Beziehungen, Munchen-Berlin 1933
- 1934: Die Anfänge des polnischen Staates in: Sitzungsberichte der Berliner Akademie der Wissenschaften.
- 1935: Reichspolitik und Ostpolitik im frühen Mittelalter in: Sitzungsberichte der Berliner Akademie der Wissenschaften
- 1936: Zantoch: Eine Burg im deutschen Osten (Buchpublikation).
- 1937: Die politische Bedeutung der Mauritius-Verehrung im frühen Mittelalter in: Sitzungsberichte der Berliner Akademie der Wissenschaften.
- 1937: Magdeburg als Hauptstadt des deutschen Ostens im frühen Mittelalter (Buchpublikation zur 1000-Jahrfeier des Moritzklosters in Magdeburg).
- 1938: Die Anfänge der abendländischen Kulturbewegung in Osteuropa und deren Träger in: Jahrbuch für die Geschichte Osteuropas.
- 1939: Kaiser Otto III. und die staatliche Umgestaltung Polens und Ungarns in: Abhandlungen der Berliner Akademie.
- 1939: Krisis und Aufbau in Osteuropa. Ein weltgeschichtliches Bild (Buchpublikation).
- 1940: Die Anfänge des polnischen Staates in polnischer Darstellung in: Festschrift für Ernst Heymann.
- 1941: Albert Brackmann. Gesammelte Aufsätze. Zu seinem 70. Geburtstag am 24. Juni 1941 von Freunden, Fachgenossen und Schülern als Festgabe dargebracht (mit Verzeichnis Die Schriften Albert Brackmanns, S. 531-541; um den Aufsatz von 1947 erweiterte Zweitauflage dieser Festschrift 1967 bei Wissenschaftlicher Buchgesellschaft Darmstadt)
- 1943: Zur Geschichte der heiligen Lanze Heinrichs I. in: Deutsches Archiv für Geschichte des Mittelalters.
- 1947: Gregor VII. und die kirchliche Reformbewegung in Deutschland (In: Studi Gregoriani, Vol. II, S. 7-30)